# Eotetranychus reduncus
Eotetranychus reduncus är en spindeldjursart som beskrevs av Meyer 1987. Eotetranychus reduncus ingår i släktet Eotetranychus och familjen Tetranychidae. Inga underarter finns listade i Catalogue of Life.